# Pole Złotogłowia
Pole Złotogłowia (ang. Field of the Cloth of Gold, fr. Le Camp du Drap d'Or) – ogromny obóz reprezentacyjny zbudowany jako miejsce spotkania króla Francji Franciszka I i króla  Anglii Henryka VIII w dniach 7–24 czerwca 1520 w Balinghem leżącym w dzisiejszej północnej Francji, wówczas na skraju angielskich posiadłości wokół Calais. Mimo że obóz miał służyć tylko na czas rokowań, władca Francji nie żałował na niego środków. Franciszek I wydał zawrotną jak na te czasy sumę 200 tys. liwrów.

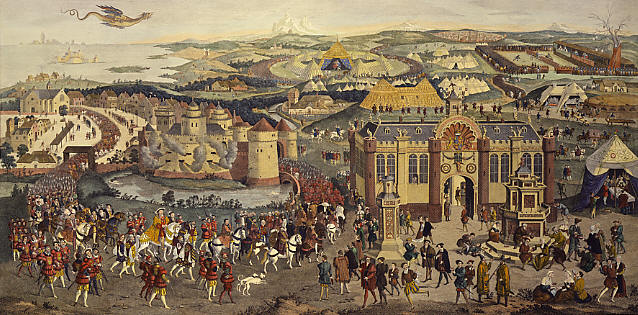
Pole złotogłowia – druk z 1774 roku wykonany na podstawie XVI-wiecznego obrazu.

Spotkanie władców miało wzmocnić więzi przyjaźni łączące Francję i Anglię od czasu wspólnego traktatu z roku 1514. Przepych, jakim popisywał się  Franciszek I, miał na celu onieśmielić Henryka VIII na tyle, by w zbliżającym się konflikcie francusko-habsburskim Anglia nie odważyła się stanąć po stronie największego wroga ówczesnej Francji – Karola V Habsburga. Efekt spotkania okazał się jednak odwrotny od zamierzonego. Henryk VIII przekonany o bogactwie i potędze francuskiego króla, przyłączył się do jego wrogów w chwili wznowienia konfliktu we Włoszech. Zastosował tu klasyczną zasadę równowagi sił, nakazującą zwalczać najpotężniejszego spośród swych sąsiadów. Pole złotogłowia stało się później zarówno symbolem pychy jak i porażki Franciszka I jako władcy renesansowego – stosującego wszelkie środki do osiągnięcia pożądanego celu.